# Gósol
Gósol ist ein Ort und eine Gemeinde (municipio) mit 215 Einwohnern (Stand: 2024) in der Comarca Berguedà in der Provinz Lleida in der Autonomen Region Katalonien. Sie ist die einzige Gemeinde in der Comarca Berguedà, die der Provinz Lleida angehört. Alle übrigen Gemeinden der Comarca gehören der Provinz Barcelona an. Neben dem Hauptort Gósol gehört der Weiler Sorribes zur Gemeinde.

## Lage
Gósol liegt etwa 110 Kilometer nordnordwestlich von Barcelona und etwa 115 Kilometer nordöstlich von Lleida in einer Höhe von etwa 1425 m in den südlichen Ausläufern der Pyrenäen im Norden Kataloniens.

## Bevölkerungsentwicklung
| Jahr      | 1960 | 1970 | 1981 | 1991 | 2001 | 2011 | 2021 |
| Einwohner | 402  | 284  | 196  | 201  | 228  | 230  | 232  |

## Sehenswürdigkeiten

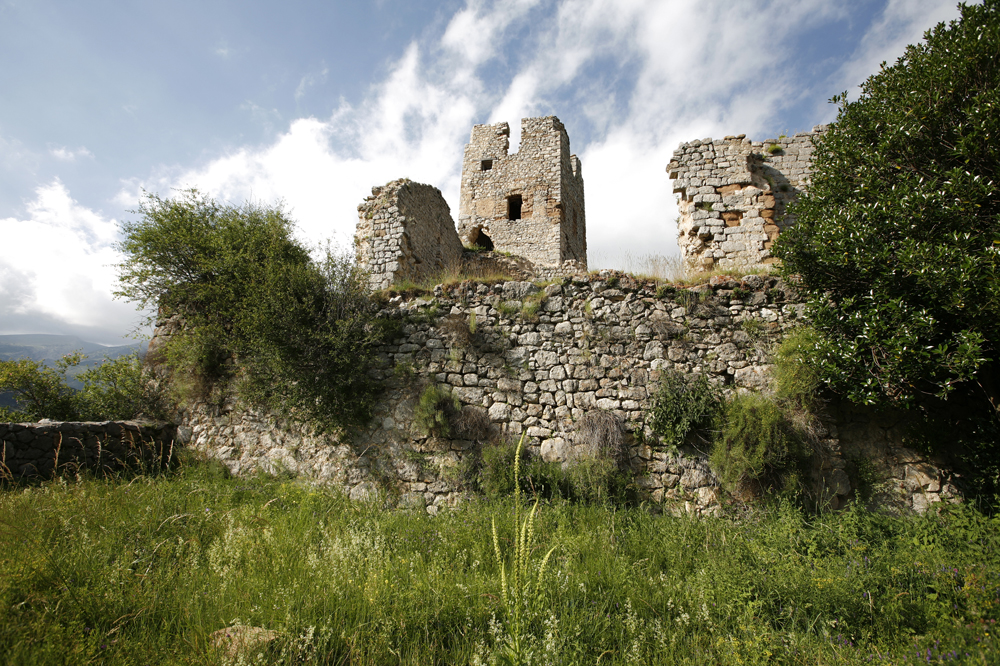
Burgruine von Gósol
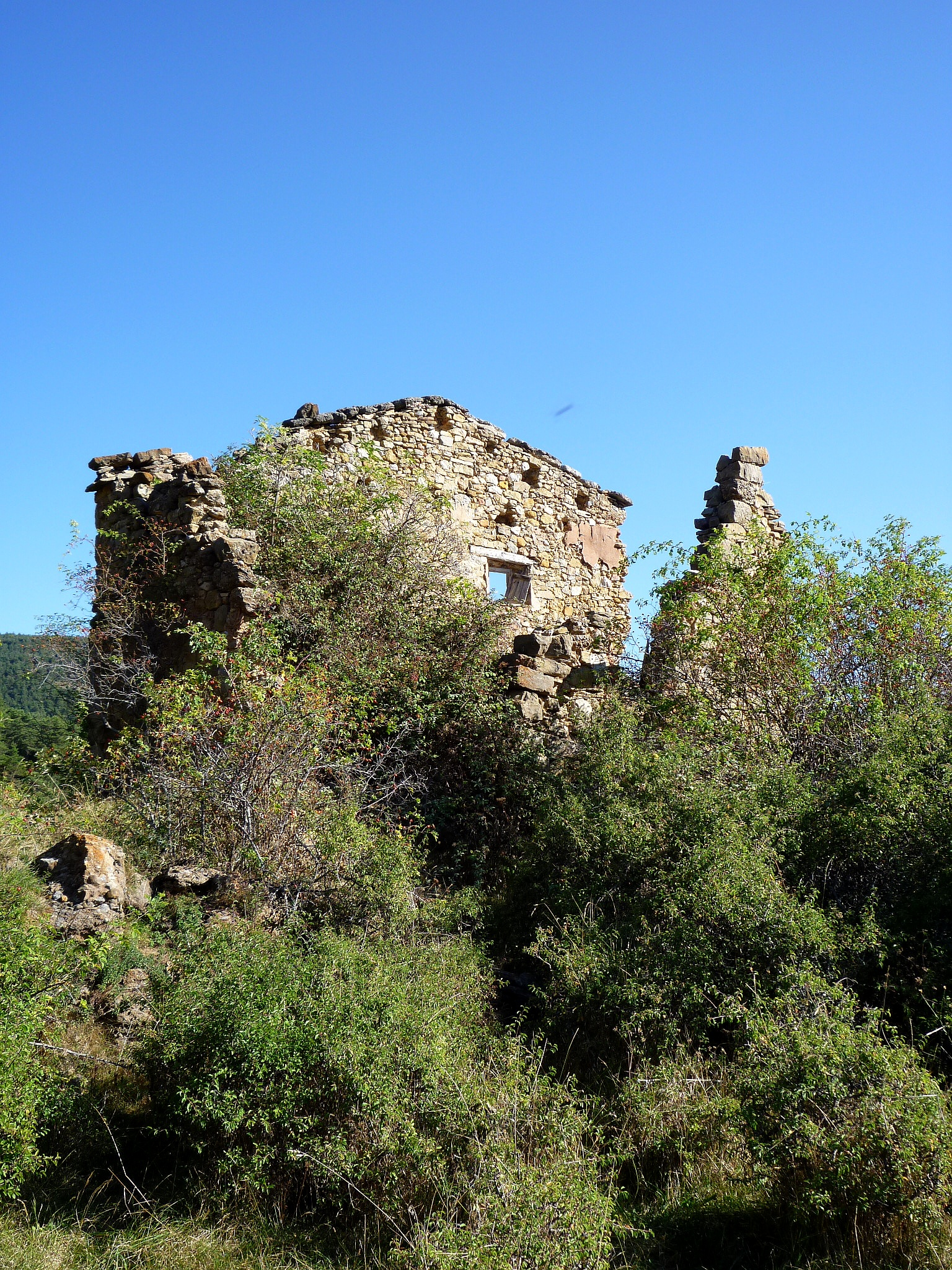
Burgruine von Moripol
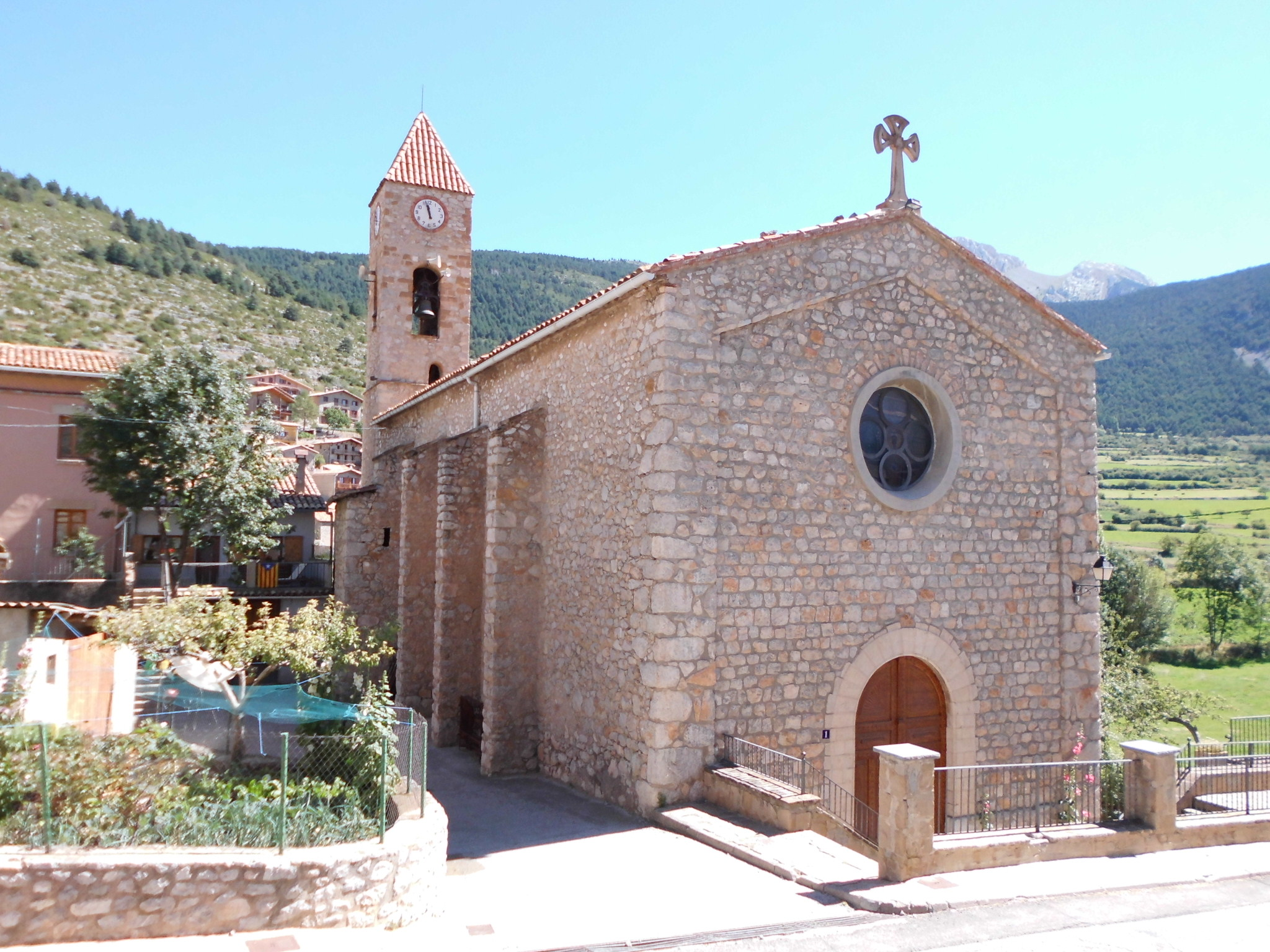
Kirche Mariä Himmelfahrt
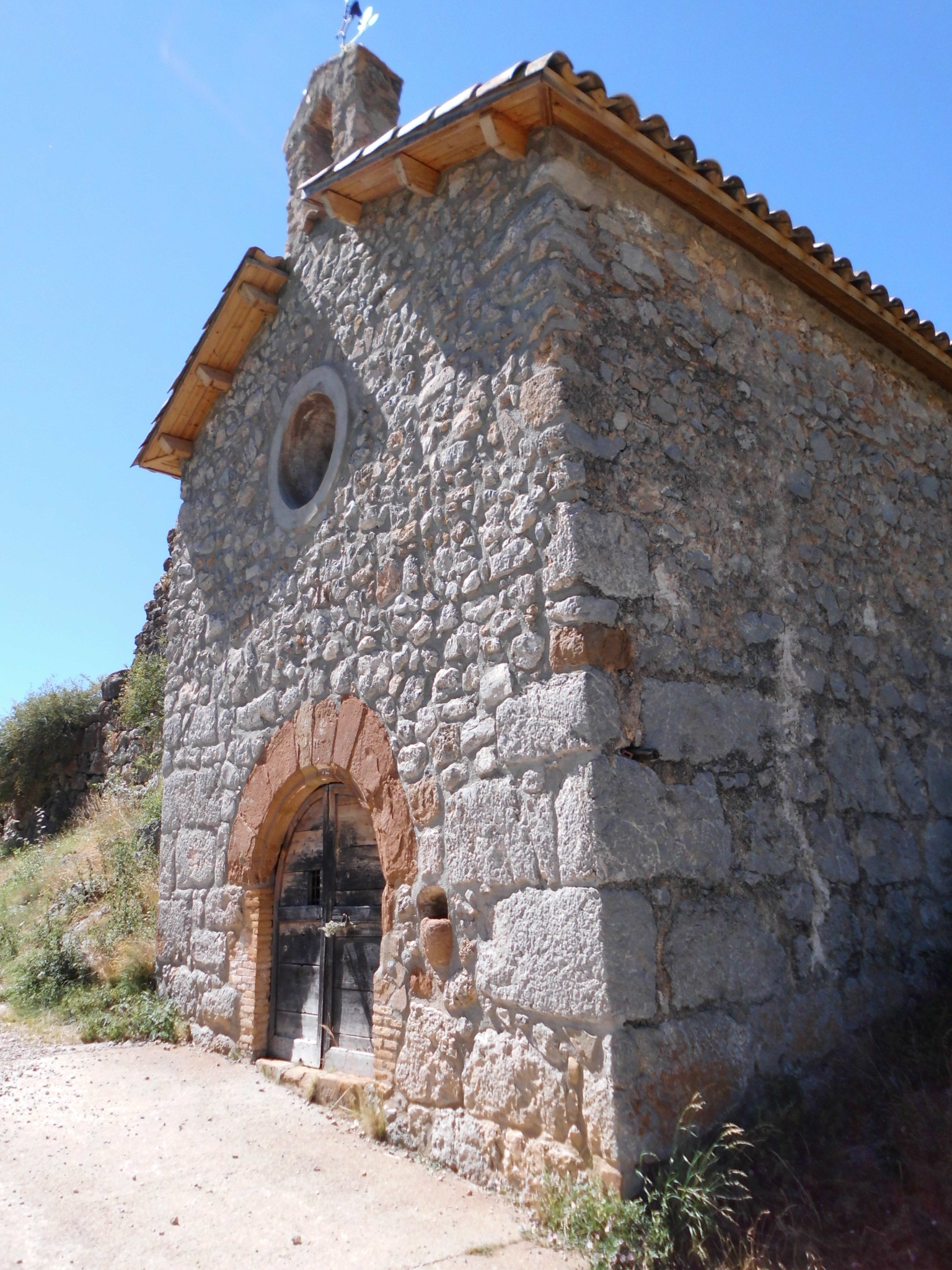
Marienkapelle
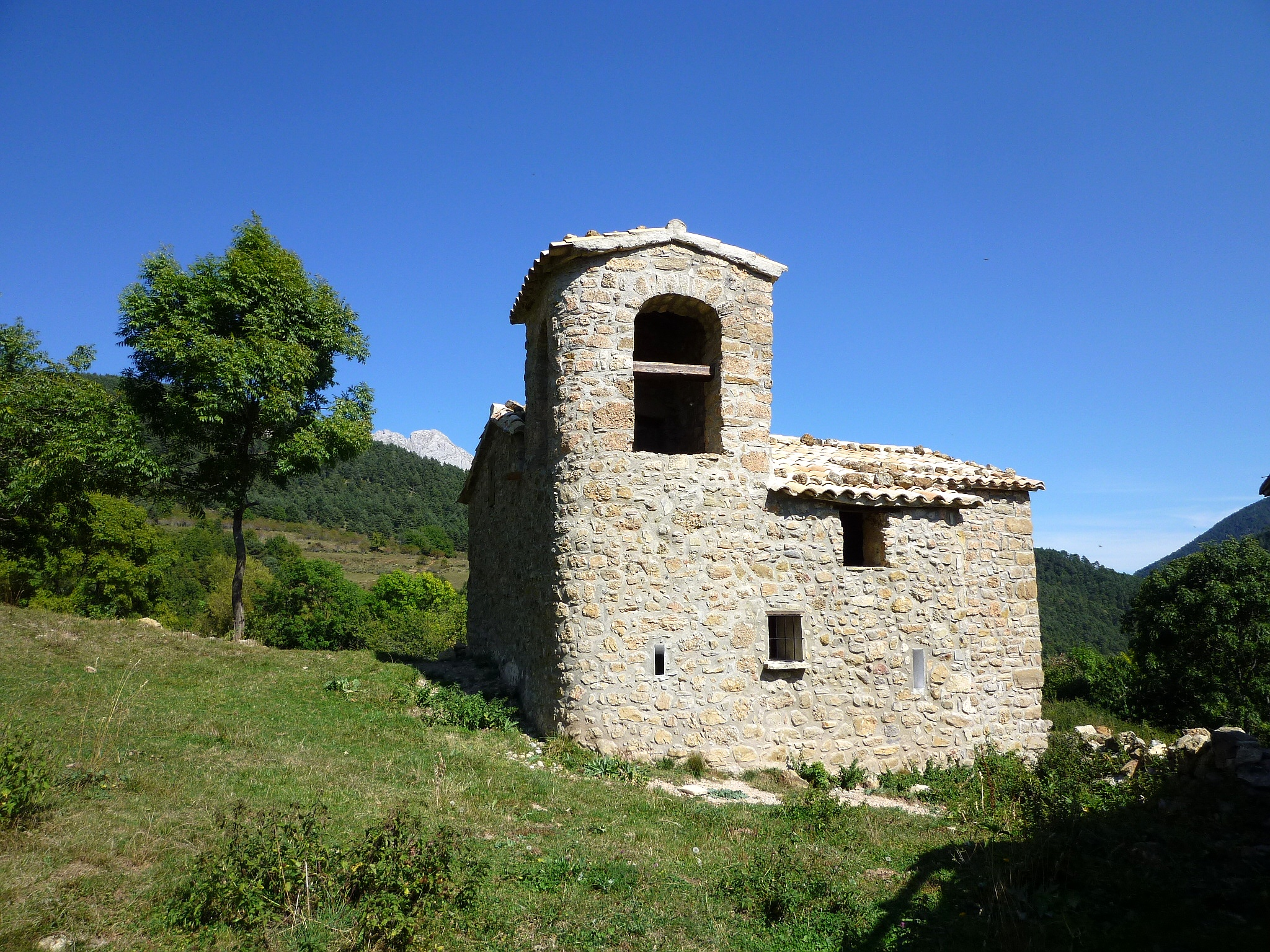
Vinzenzkapelle
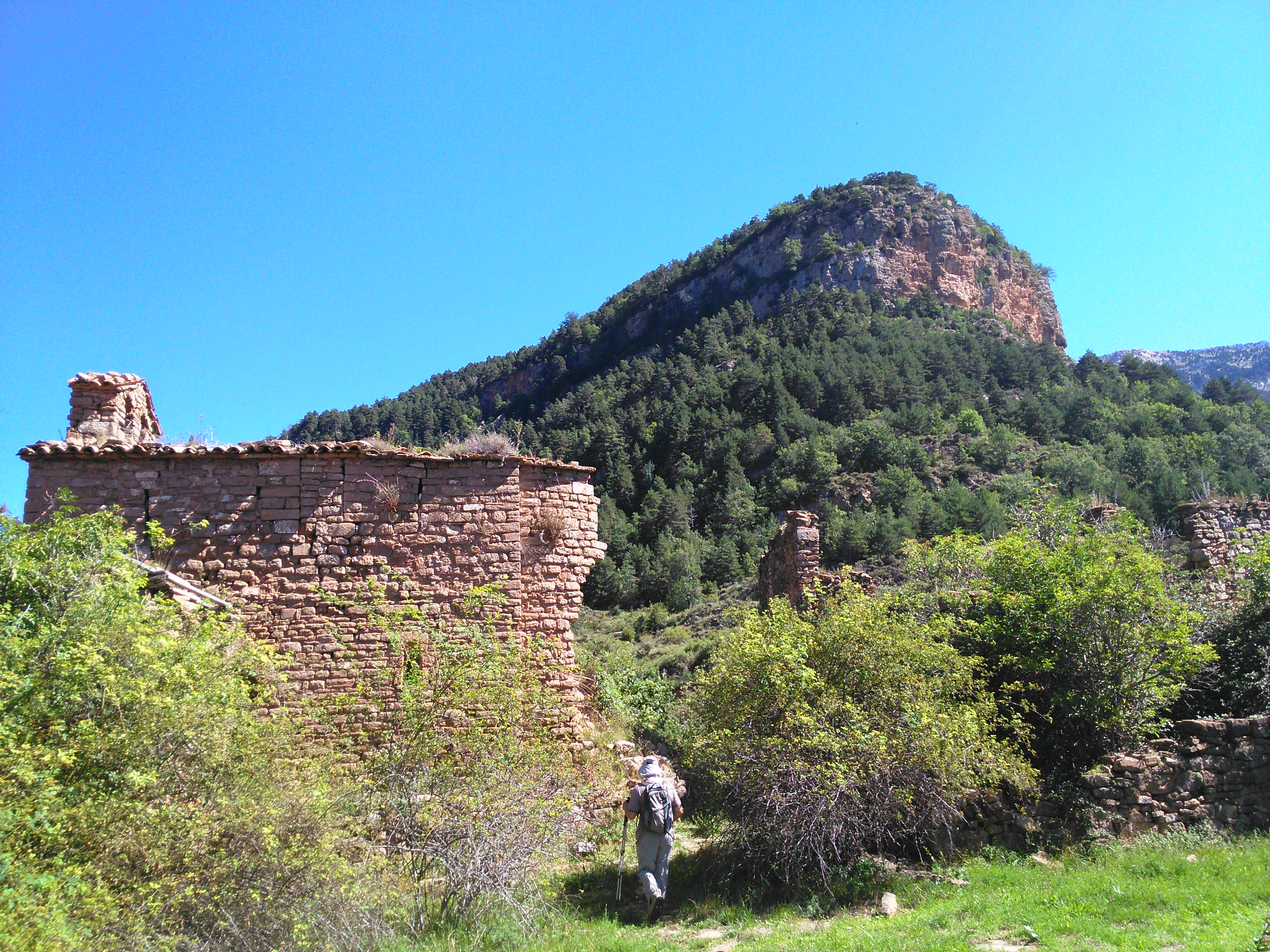
Eulalienkapelle

- Burgruine von Gósol
- Burgruine von Moripol
- Kirche Mariä Himmelfahrt
- Marienkapelle
- Vinzenzkapelle
- Eulalienkapelle